# صرفند
صرفند یک منطقهٔ مسکونی در لبنان است که در شهرستان صیدا واقع شده‌است. صرفند ۱۰٬۹۶۵ نفر جمعیت دارد و ۷۰ متر بالاتر از سطح دریا واقع شده‌است.